# دنیس گابور
دنیس گابور (به مجاری: Dennis Gabor) (زاده ۵ ژوئن ۱۹۰۰، بوداپست - درگذشته ۹ فوریه ۱۹۷۹، لندن)، یک مخترع و مهندس برق لهستانی بود که بیشتر به خاطر اختراع هولوگرافی شهرت دارد و بعدها به همین خاطر در سال ۱۹۷۱ جایزهٔ نوبل فیزیک را دریافت کرد.
گابور یک فیزیکدان لهستانی الاصل بود که در انگلستان به کار و فعّالیت اشتغال داشت. او اساس نظریهٔ عکس سه بعدی را در دهه ۱۹۴۰ میلادی ارائه داد، اما عکاسی سه بعدی مدت‌ها بعد از آن و پس از اختراع لیزر در آغاز دهه ۱۹۶۰، عملی گردید. نور بسیار قوی لیزر این امکان را فراهم آورد که هولوگرام‌ها یا عکس‌هایی سه بعدی با کیفیت بسیار بالا ساخته شوند. گابور سرانجام در سال ۱۹۷۱ جایزه نوبل در رشته فیزیک را به دست آورد.